# Jacques Dufilho
Jacques Dufilho (Bègles, França, 19 de Fevereiro de 1914 - Ponsampère, França, 28 de Agosto de 2005), foi um ator francês.

## Biografia
Originário do sudoeste de França, Jacques Dufilho estudou agricultura, antes de se mudar para Paris para se dedicar à pintura e à escultura. Mas graças ao seu mentor Charles Dullin, acabou por se estrear num cabaret-théâtre, em 1938.
Participou na Segunda Guerra Mundial e receberá, em 1998 a Legião de Honra.
Como homem de teatro recebeu o Prêmio Molière do melhor ator em 1988.
A sua carreira no cinema conta com mais de 160 filmes e, mesmo  nos mais medíocres, o seu talento tornou-o sempre memorável.
O seu primeiro destaque no cinema aconteceu em 1948 no filme La Ferme des sept péchés de Jean Devaivre. 
Participará depois em filmes de diretores como  Jean Delannoy, André Hunebelle, Yves Robert, Louis Malle, Michel Audiard, Claude Chabrol, Jean Becker, Claude Sautet...
Em 1978 obtém o César de melhor ator secundário pela sua participação no filme Le Crabe-tambour de Pierre Schoendoerffer, prémio que lhe será de novo atribuido em 1981 com o filme Un mauvais fils de Claude Sautet. Foi ainda nomeado para o mesmo prémio em 1999 pela sua participação no filme  C'est quoi la vie ? de François Dupeyron, filme pelo qual obtém o prémio de melhor actor no Festival Internacional de Cinema de San Sebastián (1999).
Em 1988 recebe o Sept d'or do melhor comediante no telefilme Une femme innocente (rodado em 1986).

## Filmografia Parcial
- 1942 : Adieu Léonard de Pierre Prévert
- 1942 : Étoiles de demain de René-Guy Grand
- 1943 : Premier de cordée de Louis Daquin com Maurice Baquet
- 1947 : Le Bateau à soupe de Maurice Gleize
- 1947 : Brigade criminelle de Gilbert Gil
- 1948 : La Ferme des sept péchés de Jean Devaivre com Jacques Dumesnil, Claude Genia
- 1948 : Le Destin exécrable de Guillaumette Babin de Guillaume Radot
- 1948 : La Figure de proue de Christian Stengel
- 1949 : Histoires extraordinaires de Jean Faurez
- 1950 : Vendetta en Camargue de Jean Devaivre
- 1951 : Caroline chérie  de Richard Pottier com Martine Carol, Jacques Clancy
- 1951 : Bibi Fricotin de Marcel Blistène
- 1951 : Deux sous de violettes de Jean Anouilh
- 1952 : Le Rideau rouge (Ce soir on joue McBeth) d'André Barsacq
- 1952 : Le Chemin de Damas de Max Glass
- 1953 : Un caprice de Caroline chérie de Jean Devaivre
- 1953 : Ma femme, ma vache et moi de Jean Devaivre
- 1954 : Le Chevalier de la nuit de Robert Darène
- 1954 : Sang et lumières de Georges Rouquier
- 1954 : Cadet Rousselle d'André Hunebelle
- 1955 : Marie-Antoinette reine by France de Jean Delannoy com Michèle Morgan, Richard Todd
- 1956 : La vie est belle  de Roger Pierre, Jean-Marc Thibault com Roger Pierre, Jean-Marc Thibault
- 1956 : Milord l'Arsouille d'André Haguet
- 1956 : Notre-Dame of Paris de Jean Delannoy com Gina Lollobrigida, Anthony Quinn
- 1956 : Courte tête de Norbert Carbonnaux
- 1957 : Ce sacrée Amédée de Louis Félix
- 1957 : Que les hommes sont bêtes de Roger Richebé
- 1957 : Mademoiselle Strip-tease de Pierre Foucaud
- 1957 : Nathalie de Christian-Jaque
- 1958 : Taxi, roulotte et corrida de André Hunebelle com Louis de Funès, Raymond Bussières
- 1958 : A Tale of Two Cities de Ralph Thomas
- 1958 : Le Temps des œufs durs de Norbert Carbonnaux
- 1958 : Chéri, fais-moi peur de Jacques Pinoteau
- 1958 : Maxime d'Henri Verneuil
- 1958 : Et ta sœur de Maurice Delbez
- 1959 : Le Petit Prof de Carlo Rim
- 1959 : Bobosse de Étienne Périer com Charles Bouillaud, Hubert Deschamps
- 1959 : Signé Arsène Lupin  de Yves Robert com Robert Lamoureux, Alida Valli
- 1959 : I Tartassati Fripouillard et Cie de Steno com Totò
- 1959 : Julie la rousse de Claude Boissol
- 1959 : Signé Arsène Lupin  de Yves Robert
- 1959 : Le travail, c'est la liberté de Louis Grospierre
- 1960 : Zazie in the Metro  de Louis Malle com Catherine Demongeot, Philippe Noiret
- 1960 : XYZ de Philippe Lifchitz
- 1960 : Prémédiation d'André Berthomieu
- 1961 : La Guerre des boutons  de Yves Robert com Andre Treton, Michel Isella
- 1961 : Dans l'eau qui fait des bulles de Maurice Delbez
- 1961 : Les Vierges de Rome de Carlo Ludovico Bragaglia et Vittorio Cottafavi
- 1961 : Dans la gueule du loup de Jean-Charles Dudrumet
- 1961 :Tintin et le mystère de la Toison d'or de Jean-Jacques Vierne : (voz)
- 1961 : Le Monocle noir de Georges Lautner
- 1962 : Un clair de lune à Maubeuge de Jean Chérasse com Pierre Perrin, Bernadette Lafont
- 1962 : La Poupée de Jacques Baratier com Sacha Pitoëff, Daniel Emilfork
- 1962 : La Guerre des boutons  de Yves Robert
- 1962 : Les Travestis du diable - court métrage, documentaire - de Jean de Bravura, narrador
- 1962 : Snobs ! de Jean-Pierre Mocky
- 1963 : Clémentine chérie de Pierre Chevalier com France Anglade, Pierre Doris
- 1963 : Dragées au poivre de Jacques Baratier com Sophie Daumier, Claude Brasseur
- 1963 : Le Bon Roi Dagobert de Pierre Chevalier com Fernandel, Gino Cervi
- 1963 : L'assassin connaît la musique... de Pierre Chenal
- 1963 : Le Coup de bambou de Jean Boyer
- 1963 : Dragées au poivre de Jacques Baratier
- 1964 : La Cité by l'indicible peur / La Grande Frousse  de Jean-Pierre Mocky com Bourvil, Jean-Louis Barrault
- 1964 : Voir Venise... et crever ou Agent spécial à Venise de André Versini
- 1964 : La Rancune de Bernhard Wicki
- 1964 : Spuit Elf de Paul Cammermans
- 1965 : L'Or du duc de Jacques Baratier
- 1965 : Lady L  de Peter Ustinov com Sophia Loren, Paul Newman
- 1965 : James Tont operazione D.U.E. de Bruno Corbucci
- 1965 : La Communale de Jean L'Hôte
- 1967 : L'Inconnu de Shandigor de Jean-Louis Roy
- 1967 : Y Manana ? de Emile Degelin
- 1968 : Benjamin ou les Mémoires d'un puceau de Michel Deville
- 1969 : Les Têtes brûlées de Willy Rozier
- 1969 : Appelez moi Mathilde de Pierre Mondy com Jacqueline Maillan, Robert Hirsch
- 1969 : Un merveilleux parfum d'oseille de Renaldo Bassi com Francis Blanche, Michel Serrault
- 1969 : Une veuve en or de Michel Audiard
- 1971 : Les Bidasses en folie de Claude Zidi com Gérard Rinaldi, Gérard Filipelli
- 1971 : Fantasia chez les ploucs de Gérard Pirès com Lino Ventura, Jean Yanne
- 1972 : Une journée bien remplie de Jean-Louis Trintignant com Luce Marquand
- 1972 : Chut de Jean-Pierre Mocky com Jacques Michael Lonsdale
- 1973 : La Brigade en folie de Philippe Clair
- 1973 : Corazón solitario de Francisco Betriú
- 1973 : Vive la quille de Mino Guerini
- 1973 : Si, si, mon colonel de Mino Guerrini
- 1973 : Les corps célestes de Gilles Carle (Québec)
- 1974 : Professore venga accompagnato dai suoi genitori de Mino Guerrini
- 1974 : L'Erotomane de Marco Vicario
- 1974 : Voto di castità de Joe d'Amato
- 1974 : La Grande Nouba de Christian Caza
- 1974 : Basta con la guerra... facciamo l'amore de Andréa Bianchi
- 1974 : Les Superman du kung-fu de Bitto Albertini
- 1975 : Cher Victor de Robin Davis
- 1975 : Buttiglione diventa capo del servizio segreto de Mino Guerrini
- 1976 : Il medico... la studentessa de Silvio Amadio com Gloria Guida
- 1976 : Le Crabe-tambour de Pierre Schoendoerffer
- 1976 : La Victoire en chantant  de Jean-Jacques Annaud com Jean Carmet
- 1976 : Dimmi che fai tutto per me de Pasquale Festa Campanile
- 1976 : La Grande Bagarre de Pasquale Festa Campanile
- 1977 : Mocky's Moque n°1  de Jean-Pierre Mocky com Michael Lonsdale
- 1977 : Ya, ya mon colonel de Mino Guerrini
- 1978 : Nosferatu the Vampyre  de Werner Herzog com Klaus Kinski, Isabelle Adjani, Bruno Ganz
- 1979 : Rue du Pied de Grue de Jean-Jacques Grand-Jouan
- 1980 : Le Cheval d'orgueil de Claude Chabrol com Bernadette Le Sache
- 1980 : Un mauvais fils de Claude Sautet com Patrick Dewaere, Yves Robert
- 1982 : Y a-t-il un Français dans la salle ? de Jean-Pierre Mocky com Victor Lanoux, Jacques Dutronc
- 1983 : Le Moulin de Mr Fabre  d'Ahmed Rachedi
- 1984 : Ma fille, mes femmes et moi de Pier Giuseppe Murgia
- 1984 : La Fièvre monte à Castelnau de Patrice Rolet
- 1986 : L'homme qui n'était pas là de René Féret com Claude Jade, Georges Descrières
- 1988 : Mangeclous de Moshé Mizrahi com Pierre Richard, Jacques Villeret
- 1988 : La Vouivre de Georges Wilson com Lambert Wilson, Suzanne Flon
- 1988 : À notre regrettable époux de Serge Korber
- 1991 : Les Enfants du naufrageur de Jerome Foulon com Jean Marais, Brigitte Fossey
- 1993 : Pétain de Jean Marbœuf com Jean Yanne
- 1997 : Homère, la dernière odyssée ou Homère, portrait de l'artiste dans ses vieux jours de Fabio Carpi
- 1998 : * Les Enfants du marais de Jean Becker, com Jacques Villeret, Jacques Gamblin
- 1999 : C'est quoi la vie? de François Dupeyron com Eric Caravaca
- 2004 : Là-haut, un roi au-dessus des nuages de Pierre Schoendoerffer com Bruno Cremer, Jacques Perrin

## Prémios
- 1969 : Trophée Béatrix Dussane pour Le Gardien
- Césars 1978 : César de melhor ator secundário por Le Crabe-tambour
- Césars 1981 : César de melhor ator secundário por Un mauvais fils
- Molières 1987 : nomeação ao Molière du comédien pour L'Escalier
- 1988 : Sept d'or : meilleur comédien pour Une femme innocente
- Molières 1988 : Molière du comédien por Je ne suis pas Rappaport
- 1999 : Festival Internacional de Cinema de San Sebastián : melhor ator em C'est quoi la vie ?
- Césars 2000 : nomeação para César de melhor ator secundário por C'est quoi la vie ?

## Ligações Externas
IMDB: Jacques Dufilho